# Anna Sophia Polak

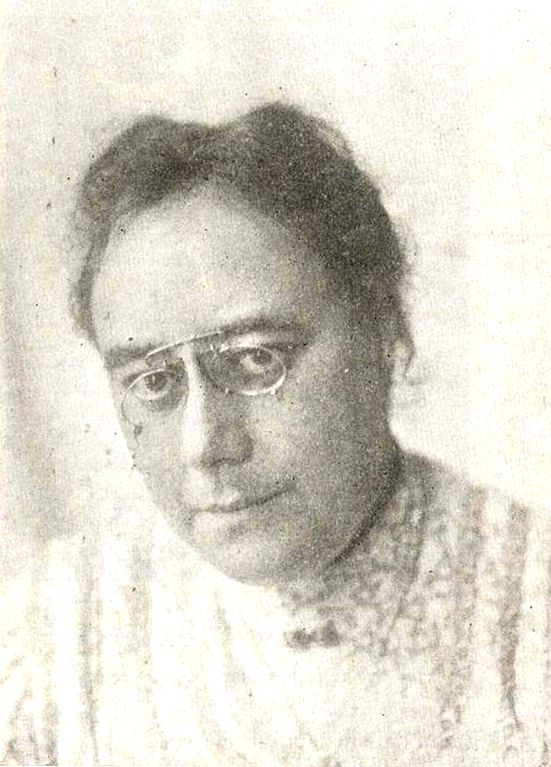
Anna Polak, 1919

Anna Sophia Polak (Rotterdam, 27 april 1874 – concentratiekamp Auschwitz, 26 februari 1943) was directeur van het Nationaal Bureau voor Vrouwenarbeid  van 1908 tot 1936.

## Levensloop
Polak was een dochter van Herman Joseph Polak, hoogleraar Griekse taal- en letterkunde in Groningen, en Louisa Helena Stibbe. Ze volgde een opleiding aan de Hogere Burgerschool voor meisjes in Rotterdam en deed in 1893 als extranea het eindexamen gymnasium. Het gezin verhuisde naar Groningen waar haar vader in 1894 een aanstelling kreeg als hoogleraar.
Rond 1900 begon zij zich te interesseren voor vrouwenvraagstukken, onder meer door haar Toynbee-werk. In 1898 hielp zij Catherina Geertruida Doijer met het organiseren van de Nationale Tentoonstelling van Vrouwenarbeid, die in 1898 in Den Haag werd gehouden. Met de opbrengst van de tentoonstelling, twintigduizend gulden, werd het Nationale Vereeniging voor Vrouwenarbeid opgericht. In haar ideeën over vrouwenemancipatie werd Polak sterk beïnvloed door Catharine van Tussenbroek. Na de tentoonstelling schreef ze een boek, Vrouwenwerk in Nederland, Beschouwingen over eenige zijden der Vrouwenbeweging, dat in 1902 werd uitgegeven.
In 1904 werd Polak bestuurslid van de Nationale Vereeniging voor Vrouwenarbeid en in 1908 werd zij directeur van het Nationaal Bureau voor Vrouwenarbeid (NBV). Met adjunct-directeur Marie Heinen verzette ze baanbrekend werk voor de positie van de vrouw in Nederland. Het Bureau verzamelde documentatie over vrouwenberoepen, organiseerde voorlichting, spreekuren en deed vele publicaties het licht zien waaronder 55 brochures van de hand van Polak. Van 1920 tot 1925 was ze actief als voorzitter van het Permanente Comité voor Vrouwenarbeid van de Internationale Vrouwenraad. Van 1927 tot 1932 was ze voorzitter van de Nationale Vrouwenraad. Bovendien vervulde ze nog een aantal andere functies in belangrijke organisaties zoals de Hoge Raad van Arbeid.
In 1936 werd Polak ziek, ze vertoonde verschijnselen van dementie en werd eervol ontslagen. In 1941 werd zij in de psychiatrische inrichting Oud Rozenburg in Den Haag opgenomen. In 1943 brachten de Duitsers haar naar Westerbork. Op 23 februari 1943 werd zij op transport naar concentratiekamp Auschwitz gesteld. De treinreis vanuit Westerbork duurde drie dagen. Op 26 februari kwam de trein bij het vernietigingskamp aan; Polak werd diezelfde dag vermoord.